# Cuarteto de cuerda n.° 1 (Britten)
El Cuarteto de cuerda n.° 1 en re mayor, op. 25, del compositor inglés Benjamin Britten, es una obra camerística para cuarteto de cuerda escrito en Estados Unidos en 1941.

## Historia
El cuarteto fue encargado por la mecenas de las artes Elizabeth Sprague Coolidge, mientras Britten vivía en Estados Unidos. En ese momento, él y Peter Pears se hospedaban como invitados del dúo de piano inglés Ethel Bartlett y Rae Robertson en Escondido, cerca de San Diego, California. Fue la última obra importante de su período estadounidense. Britten comentó que el encargo se hizo con muy poca antelación, pues tres meses para escribirlo eran "Con poca anticipación y un poco de sudor, ¡pero lo haré ya que el efectivo será útil!" La tarifa de la composición fue de $400 (aproximadamente equivalente a $6700 en 2017).
La presentación de estreno fue el 21 de septiembre de 1941 en el Occidental College, en Los Ángeles, con el compositor presente, e interpretado por el Cuarteto Coolidge. Britten le escribió después a la señora Coolidge que "estaba encantado con la forma en que tocaron mi cuarteto" – realmente de primera clase, tanto en musicalidad como en técnica". Bitten tenía la intención de escribir una pieza para el Griller Quartet, y dieron el estreno en el Reino Unido en 1943. La primera grabación fue realizada por el Galimir Quartet en 1951.
En 1979, el musicólogo Peter Evans escribió que el cuarteto tenía y no había asegurado un lugar en el repertorio. Ha sido grabado por varios cuartetos distinguidos.

## Análisis y recepción
El cuarteto consta de cuatro movimientos:
1. Andante sostenuto – allegro vivo
2. Allegro con slancio
3. Andante tranquilo (en compás de 5/4)
4. Molto vivace

Una interpretación típica dura aproximadamente 26 minutos. El primer y tercer movimiento, de unos 10 minutos cada uno, son mucho más largos que el segundo y el cuarto, de unos 3 minutos cada uno. El primer movimiento en forma sonata contiene pasajes alternados de andante y allegro, la música lenta y rápida se reproduce durante periodos de tiempo similares.
El 22 de septiembre de 1941, Isabel Morse Jones, crítica musical de Los Angeles Times, hizo una reseña del estreno. Ella escribió: "Es claramente contemporánea y el trabajo comienza en una atmósfera etérea totalmente única. Los parciales superiores apenas se escuchan marcar el comienzo del primer tema con más suavidad. Luego, una astucia rítmica cambia todo el cuadro. Britten quería traer la música a la conciencia misteriosamente, como de otro mundo. La idea estaba bien pero la música no era efectiva". Sin embargo, sugirió que el tercer movimiento lento podría titularse "In Memoriam for a Lost World", y dijo que el último movimiento fue "un éxito brillante".
Según el biógrafo de Britten, Humphrey Carpenter, el carácter tenso e inquieto del cuarteto puede reflejar una agitación emocional en el compositor; o, tal vez, derivar en parte de sus condiciones de trabajo – tuvo que encerrarse en un cobertizo de herramientas y encender un ventilador para ahogar el sonido de la práctica de piano de sus anfitriones.
El musicólogo Peter Evans analizó en detalle la estructura del cuarteto. Vio parecidos con Beethoven, Bartók y Haydn en algunos de sus rasgos. Escribió, "la relación extremadamente sutil entre las características inherentes del material y su elaboración estructural mostró a Britten a los veintisiete años como un maestro de la arquitectura tonal sin apenas rival en la escena inglesa". Para Evans, el uso de Britten del re mayor a menudo, como aquí, se asocia con "una luminosa armonía de suave disonancia diatónica".
El musicólogo Roger Parker calificó al cuarteto como "un hito significativo en la carrera de composición de Britten" y, dejando de lado lo que llamó la "industria de análisis musical de Britten", también lo comparó con Beethoven tardío.
Ben Hogwood resumió las opiniones críticas sobre el cuarteto. "La reacción de la crítica al cuarteto fue en gran medida fuerte, y las autoridades del compositor tienen en buena consideración la obra, a pesar del reconocimiento de algunas peculiaridades formales y deficiencias menores". Como otros, vio semejanzas con Beethoven.

## Grabaciones
- 1951 – Galimir Quartet, grabación de estreno Esoteric 78 rpm ES504 ;[6] relanzado (1966) en Saga XID 5259  y (fecha desconocida) en Counterpoint/Esoteric Records CPTS-5504 US
- 1957 – Cuarteto Paganini, Liberty SWL 15000
- 1965 – Cuarteto Fidelio, Pye Golden Guinea Records GSGC I4025
- 1972 – Cuarteto Allegri, Decca LP SXL 6564
- 1978 – Cuarteto Alberni, CRD Records CRD 1051
- 1986 – Cuarteto Endellion, HMV E 2705021/31/41
- 1991 – Cuarteto Britten, Collins Classics 11152
- 1998 – Cuarteto Maggini, Naxos 8.553883
- 2005 – Belcea Quartet EMI Classics CD 7243 5 57968 2 0
- 2013 – Cuarteto Takács, Hyperion CD CDA68004